# Капелла (лунный кратер)
Кратер Капелла (лат. Capella) — древний крупный ударный кратер в области северного побережья Моря Нектара на видимой стороне Луны. Название присвоено в честь латинского писателя-энциклопедиста, философа, ритора Марциана Капеллы (V век), утверждено Международным астрономическим союзом в 1935 г. Образование кратера относится к нектарскому периоду.

## Описание кратера

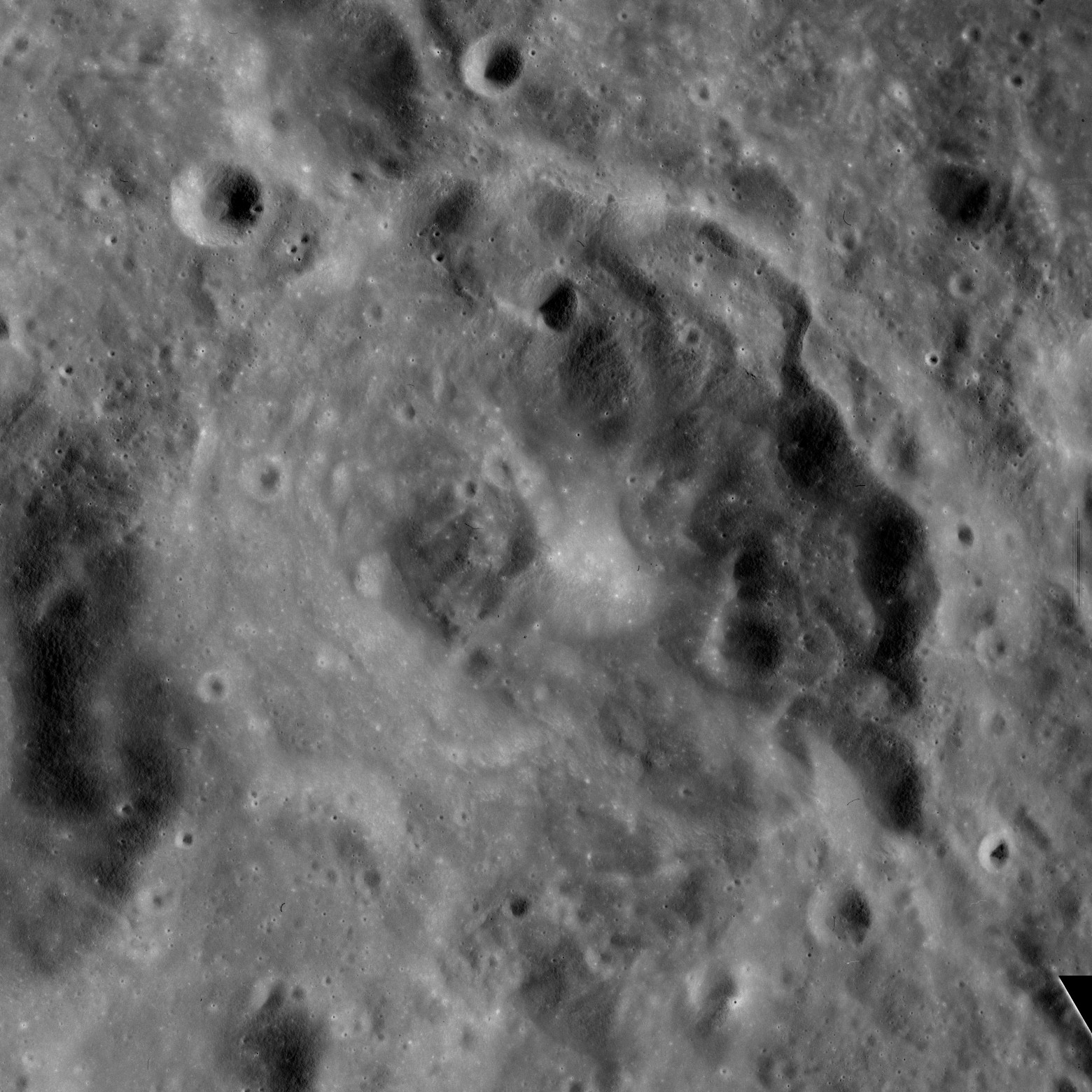
Снимок кратера с борта Аполлона-16.

Ближайшими соседями кратера являются кратер Исидор, примыкающий к западной части кратера Капелла; маленький кратер Цензорин на севере-северо-западе; кратер Лики на северо-востоке; кратер Гутенберг на востоке-юго-востоке; кратер Годибер на юго-востоке; кратер Дагер на юге-юго-западе и кратер Медлер на юго-западе. Кратер Капелла с северо-запада на юго-восток пересекает долина Капеллы; на северо-западе от него находится Залив Суровости; на северо-востоке — борозды Гутенберга; на юго-востоке горы Пиренеи. Селенографические координаты центра кратера 7°39′ ю. ш. 34°55′ в. д. / 7,65° ю. ш. 34,92° в. д., диаметр 48,1 км, глубина 3,5 км.
Кратер имеет полигональную форму с большим выступом в юго-восточной части и существенно разрушен за длительное время своего существования. Вал сглажен и невысок, внутренний склон вала широкий, со следами террасовидной структуры. Объем кратера составляет около 1 900 км 3. Дно чаши пересеченное, в восточной части отмечено скоплением кратеров, в западной части заполнено породами, выброшенными при образовании соседних кратеров, данные породы сформировали скопление холмов. Имеется массивный центральный пик с небольшим кратером на вершине.

## Сечение кратера
На приведенном графике представлено сечение кратера в различных направлениях, масштаб по оси ординат указан в футах, масштаб в метрах указан в верхней правой части иллюстрации.

## Сателлитные кратеры
| Капелла | Координаты                                          | Диаметр, км |
| ------- | --------------------------------------------------- | ----------- |
| A       | 7°41′ ю. ш. 37°11′ в. д. / 7,68° ю. ш. 37,18° в. д. | 11,8        |
| B       | 9°28′ ю. ш. 36°52′ в. д. / 9,47° ю. ш. 36,87° в. д. | 8,4         |
| C       | 5°46′ ю. ш. 36°23′ в. д. / 5,76° ю. ш. 36,39° в. д. | 11,2        |
| D       | 6°47′ ю. ш. 37°32′ в. д. / 6,79° ю. ш. 37,53° в. д. | 8           |
| E       | 7°32′ ю. ш. 37°42′ в. д. / 7,53° ю. ш. 37,7° в. д.  | 14,3        |
| F       | 9°13′ ю. ш. 35°25′ в. д. / 9,22° ю. ш. 35,42° в. д. | 13,6        |
| G       | 6°52′ ю. ш. 36°55′ в. д. / 6,86° ю. ш. 36,92° в. д. | 11          |
| H       | 8°10′ ю. ш. 37°23′ в. д. / 8,17° ю. ш. 37,38° в. д. | 8,9         |
| J       | 9°30′ ю. ш. 36°04′ в. д. / 9,5° ю. ш. 36,06° в. д.  | 8,9         |
| M       | 4°28′ ю. ш. 36°57′ в. д. / 4,47° ю. ш. 36,95° в. д. | 11,8        |
| R       | 6°03′ ю. ш. 35°13′ в. д. / 6,05° ю. ш. 35,21° в. д. | 7,3         |
| T       | 6°56′ ю. ш. 34°11′ в. д. / 6,94° ю. ш. 34,18° в. д. | 5,7         |

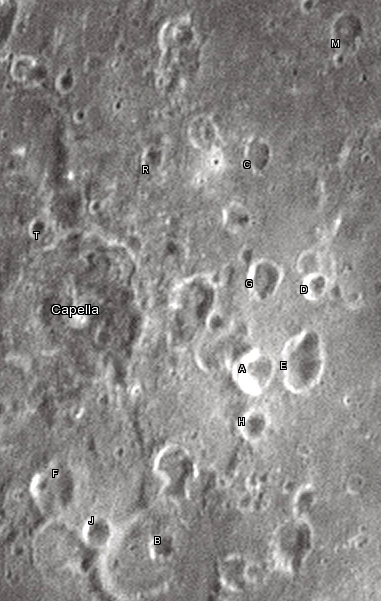
Снимок Девида Кемпбелла.

- Сателлитные кратеры Капелла A, D, E, G и J включены в список кратеров с яркой системой лучей Ассоциации лунной и планетарной астрономии (ALPO)[6].
- В сателлитном кратере Капелла A зарегистрированы термальные аномалии во время лунных затмений. Это явление объясняется небольшим возрастом кратера и отсутствием достаточного слоя реголита, оказывающего термоизолирующее действие.

## См.также
- Список кратеров на Луне
- Лунный кратер
- Морфологический каталог кратеров Луны
- Планетная номенклатура
- Селенография
- Минералогия Луны
- Геология Луны
- Поздняя тяжёлая бомбардировка